# クリス・オクスプリング
クリス・アンドリュー・オクスプリング（Chris Andrew Oxspring, 1977年5月13日 - ）は、オーストラリア連邦クイーンズランド州イプスウィッチ出身の元プロ野球選手(投手)。韓国球界での登録名は、「オクスプリン（옥스프링）」。

## 経歴

### チーターズ時代
イプスウイッチ州立高校を卒業後、独立リーグであるフロンティアリーグのクックカウンティ・チーターズに入団。

### プロ入りとパドレス時代
2000年秋にトライアウトを受け、サンディエゴ・パドレスと契約。その後は傘下のマイナーリーグでプレーを続けた。
2004年アテネオリンピックにおける野球競技でオーストラリア代表に選出された。この大会では、エースとして2試合に登板し、14回2/3を無失点に抑える活躍を見せた。特に日本との準決勝では6回2/3を5安打無失点の好投で勝利投手となり、オーストラリア代表の銀メダル獲得に大きく貢献。
2005年は3Aで12勝を挙げ、9月2日にメジャー初昇格を果たす。

### 阪神タイガース時代
オリンピックでの活躍は日本関係者の目に留まり、2006年に阪神タイガースと契約。開幕前の3月には、この年から開催されたワールド・ベースボール・クラシック(WBC)のオーストラリア代表に選出されたが、阪神でのプレーに集中するために辞退した。オープン戦の序盤こそ本調子ではなかったものの、徐々に調子を上げていき見事開幕ローテーションを勝ち取った。しかし、立ち上がりが良くても4～5回あたりで突然炎上する悪癖を露呈し、シーズン4勝に終わりこの年限りで退団した。

### ブルワーズ傘下時代
2006年12月15日にミルウォーキー・ブルワーズとマイナー契約を結んだ。
2007年は開幕から好投を続け、AAAのオールスターゲームに選出されていた。

### LGツインズ時代
オールスター選出直後の2007年7月10日に、不振により解雇されたティム・ハリッカラの代役として韓国プロ野球・LGツインズと契約。入団1年目から韓国野球に適応し、4勝5敗、防御率3.24の成績を残して再契約に成功した。
2008年は、チームの先発投手陣が手薄なこともあり、右の先発1番手として活躍し10勝をマーク。チームが最下位に低迷する中、左腕エースの奉重根と共に奮闘を見せた。オフには再契約を結び残留し、同球団で3シーズン以上在籍することとなった初の外国人選手となった。
2009年開幕前の3月に開催された第2回WBCのオーストラリア代表に選出された。しかし、WBCでの登板で肘を痛めて長期離脱が避けられなくなったため、1試合も登板しないまま開幕後に放出された。

### ブルーソックス時代
2010年は手術した肘のリハビリに専念し、一時は古巣LGツインズへの復帰も検討された。11月からはこの年発足したオーストラリアン・ベースボールリーグ（ABL）のシドニー・ブルーソックスに所属し、先発で好投を続けた。

### タイガース傘下時代
2010年12月にデトロイト・タイガースとマイナー契約を結んだ。
2011年5月24日に解雇された。

### パトリオッツ時代
2011年シーズン途中に、独立リーグ・アトランティックリーグのサマセット・パトリオッツと契約した。
2012年11月からはシドニー・ブルーソックスに復帰し投手兼任コーチとしてプレーした。
2013年開幕前の3月に開催された第3回WBCのオーストラリア代表に選出され、2大会連続2度目の選出となった。

### ロッテ・ジャイアンツ時代
2013年3月20日、故障により開幕前に退団したスコット・リッチモンドの代役としてロッテ・ジャイアンツと契約し、4年ぶりの韓国球界復帰となった。同年はチーム最多タイの13勝と活躍した。2014年も10勝を挙げ、韓国通算3度目の2ケタ勝利を記録。だが、チームがジョシュ・リンドブロムと契約することになったため、同年限りでロッテを自由契約となった。

### KTウィズ時代
2014年12月22日、韓国プロ野球・KTウィズと契約した。2015年4月11日、ネクセン・ヒーローズ戦で同年より一軍公式戦に参加した新球団KTにとって初の勝利投手となった。最終的にチーム最多の12勝を記録したが、投球内容が悪かったこともあり契約更新は見送られた。

### KT退団後
2016年より、ロッテ・ジャイアンツの二軍投手コーチとなった。同年8月18日に一軍コーチへ配置転換され、2018年まで務めた。
また、2016/17年シーズンにABLのシドニー・ブルーソックスで現役に復帰した。
2017年2月9日に予備投手として第4回WBC本戦のオーストラリア代表に選出されたが、本大会には出場しなかった。
2019年、第2回 世界野球プレミア12にオーストラリア代表のコーチとして参加した。背番号は35。
2019/20年シーズンより、ABLのシドニー・ブルーソックスで投手コーチに就任した。また、オーストラリア女子野球代表の投手コーチも務めている。

## プレースタイル
速球は最速で150km/hを記録した。球種はカーブ、スライダー、チェンジアップ。特にカーブはよく曲がり、この投手を特徴付けるものとなっている。

## 人物
阪神時代の愛称は「オックス」「オク様」など。阪神甲子園球場などでは名前が長いため「オクス/プリング」と改行されて表示されていた。

## 詳細情報

### 年度別投手成績
| 年 度    | 球 団       | 登 板 | 先 発 | 完 投 | 完 封 | 無 四 球 | 勝 利 | 敗 戦 | セ 丨 ブ | ホ 丨 ル ド | 勝 率 | 打 者 | 投 球 回 | 被 安 打 | 被 本 塁 打 | 与 四 球 | 敬 遠 | 与 死 球 | 奪 三 振 | 暴 投 | ボ 丨 ク | 失 点 | 自 責 点 | 防 御 率 | W H I P |
| -------- | ----------- | ----- | ----- | ----- | ----- | -------- | ----- | ----- | -------- | ----------- | ----- | ----- | -------- | -------- | ----------- | -------- | ----- | -------- | -------- | ----- | -------- | ----- | -------- | -------- | ------- |
| 2005     | SD          | 5     | 0     | 0     | 0     | 0        | 0     | 0     | 0        | 0           | ----  | 49    | 12.0     | 9        | 2           | 6        | 0     | 0        | 11       | 0     | 0        | 8     | 5        | 3.75     | 1.25    |
| 2006     | 阪神        | 16    | 15    | 0     | 0     | 0        | 4     | 3     | 0        | 0           | .571  | 326   | 77.1     | 78       | 8           | 23       | 0     | 3        | 51       | 4     | 1        | 45    | 44       | 5.12     | 1.31    |
| 2007     | LG          | 14    | 13    | 1     | 0     | --       | 4     | 5     | 0        | 0           | .444  | 345   | 80.2     | 75       | 1           | 32       | 0     | 1        | 41       | 2     | 1        | 37    | 29       | 3.24     | 1.33    |
| 2008     | LG          | 29    | 28    | 1     | 0     | --       | 10    | 10    | 0        | 0           | .500  | 767   | 174.0    | 182      | 12          | 77       | 0     | 12       | 110      | 6     | 0        | 83    | 76       | 3.93     | 1.49    |
| 2013     | ロッテ(KBO) | 30    | 30    | 1     | 1     | --       | 13    | 7     | 0        | 0           | .650  | 774   | 183.1    | 164      | 10          | 69       | 1     | 11       | 144      | 2     | 0        | 79    | 67       | 3.29     | 1.27    |
| 2014     | ロッテ(KBO) | 32    | 31    | 0     | 0     | --       | 10    | 8     | 0        | 0           | .556  | 781   | 184.1    | 184      | 20          | 63       | 1     | 5        | 130      | 1     | 0        | 104   | 92       | 4.48     | 1.44    |
| 2015     | KT          | 31    | 31    | 3     | 0     | 0        | 12    | 10    | 0        | 0           | .545  | 806   | 185.0    | 200      | 23          | 66       | 0     | 10       | 120      | 5     | 0        | 103   | 94       | 5.12     | 1.31    |
| MLB：1年 | MLB：1年    | 5     | 0     | 0     | 0     | 0        | 0     | 0     | 0        | 0           | ----  | 49    | 12.0     | 9        | 2           | 6        | 0     | 0        | 11       | 0     | 0        | 8     | 5        | 3.75     | 1.25    |
| NPB：1年 | NPB：1年    | 16    | 15    | 0     | 0     | 0        | 4     | 3     | 0        | 0           | .571  | 326   | 77.1     | 78       | 8           | 23       | 0     | 3        | 51       | 4     | 1        | 45    | 44       | 5.12     | 1.31    |
| KBO：5年 | KBO：5年    | 136   | 133   | 6     | 1     | --       | 49    | 40    | 0        | 0           | .551  | 3473  | 807.1    | 805      | 66          | 307      | 2     | 39       | 567      | 19    | 1        | 396   | 350      | 3.90     | 1.38    |

- 各年度の太字はリーグ最高

### 記録
NPB
- 初登板・初先発：2006年4月6日、対広島東洋カープ1回戦（倉敷マスカットスタジアム）、7回無失点
- 初奪三振：同上、1回裏に新井貴浩から空振り三振
- 初勝利・初先発勝利：2006年4月25日、対横浜ベイスターズ5回戦（草薙球場）、5回2失点
- 初安打：2006年5月2日、対読売ジャイアンツ4回戦（阪神甲子園球場）、3回裏にジェレミー・パウエルから左翼線安打

### 背番号
- 58 （2005年）
- 45 （2006年）
- 99 （2007年 - 2009年）
- 46 （2013年 - 2014年）
- 32 （2015年）
- 90 （2016年 - 2018年）

### 登場曲
- 「Down with the Sickness」System of a Down（2006年）

### 代表歴
- 2004年アテネオリンピックの野球競技・オーストラリア代表
- 2009 ワールド・ベースボール・クラシック・オーストラリア代表
- 2013 ワールド・ベースボール・クラシック・オーストラリア代表